# Эммануэль Жоффруа
Эммануэль Жоффруа (1862 декабрь 12, Сенс — 1894) — французский ботаник и исследователь.
Жоффруа путешествовал по Мартинике и французской Гвиануе в поисках высокоурожайных латексных деревьев, но также изучал местные растения рода Робиния, узнав, что живущие в лесу индейцы французской Гвианы используют Robinia как рыбный яд. В частности, Robinia nicou, которая сейчас называется Lonchocarpus nicou, была предметом его диссертации: фр. Contribution à l'étude du Robinia Nicou Aublet au point de vue botanique, chimique et physiologique.
Фактически единственной причиной, по которой память о нём сохранилась посмертно, состоит в том, что он открыл токсин ротенон, который он первоначально назвал никоулин, в честь растения Robinia nicou из которого он его выделил. Он написал об этом исследовании в своей диссертации, опубликованной посмертно в 1895 году, уже после его гибели.
Он умер в 1894 году из-за неизвестного паразитарного заболевания.